# Franz-Peter Tebartz-van Elst
Franz-Peter Tebartz-van Elst (Kevelaer, 20 novembre 1959) è un vescovo cattolico tedesco, dal 5 giugno 2022 delegato per la catechesi del Dicastero per l'evangelizzazione.

## Biografia
Monsignor Franz-Peter Tebartz-van Elst è nato a Twisteden, oggi parte della città di Kevelaer, il 20 novembre 1959. È il secondo di cinque figli di una famiglia di agricoltori. Suo fratello Ludger è professore di psichiatria. Il cognome Van Elst indica probabilmente che un suo antenato era originario di Elst.

### Formazione e ministero sacerdotale
Ha frequentato la scuola secondaria a Gheldria. Ha poi proseguito gli studi presso il St.-Pius-Gymnasium di Coesfeld. Ha quindi studiato filosofia e teologia cattolica presso l'Università di Münster e l'Università di Friburgo in Brisgovia.
Il 26 maggio 1985 è stato ordinato presbitero nel duomo di Münster dal vescovo Reinhard Lettmann. Dal 1985 al 1988 è stato vicario parrocchiale della parrocchia di San Giovanni Battista ad Altenberge. Dal 1988 al 1990 ha proseguito gli studi teologici presso l'Università di Notre Dame in Indiana e poi in Francia. Dal 1990 al 1996 è stato vicario parrocchiale del duomo di Münster. Nel 1993 ha conseguito il dottorato in teologia presso l'Università di Münster con una tesi sul catecumenato adulto. Nel 1996 è diventato incaricato dell'insegnamento e poi docente di omiletica presso la Facoltà teologica dell'Università di Münster. Nel 1998 ha conseguito l'abilitazione all'insegnamento. Dal 1999 è stato anche incaricato diocesano per la radio e la televisione. Dal 2003 al 2004 è stato professore di teologia pastorale e liturgia all'Università di Passau. È stato anche consultore della commissione episcopale per la pastorale della Conferenza episcopale tedesca.
Le sue pubblicazioni sono tutte di stampo teologico, critico verso pratica una "recrudescenza teologica" dopo il Concilio Vaticano II. Ha analizzato anche gli effetti della maggiore mobilità nell'educazione della comunità e ha definito il catecumenato adulto un "modello per la nuova evangelizzazione" di una società secolarizzata. La sua tesi di abilitazione è stato premiata come una delle poche che si sono occupate dell'istituzione del catecumenato nella tradizione missionaria in maniera scientifica.

### Ministero episcopale

Il suo stemma nel periodo da vescovo ausiliare.

Il 14 novembre 2003 papa Giovanni Paolo II lo ha nominato vescovo ausiliare di Münster e titolare di Giro di Tarasio. Ha ricevuto l'ordinazione episcopale il 18 gennaio 2004 dal vescovo di Münster Reinhard Lettmann, coconsacranti l'arcivescovo metropolita di Amburgo Werner Thissen e il vescovo ausiliare di Münster Alfons Demming.
Nel 2005 il cardinale gran maestro Carlo Furno lo ha insignito del grado di commendatore con placca dell'Ordine equestre del Santo Sepolcro di Gerusalemme. Il 1º ottobre dello stesso anno è stato investito da Anton Schlembach, gran priore della Luogotenenza tedesca. Dal 2007 è canonico onorario del capitolo della diocesi di Münster.
Il 28 novembre 2007 papa Benedetto XVI lo ha nominato vescovo di Limburgo. Era il più giovane ordinario diocesano della Germania. Il 10 gennaio 2008 ha prestato giuramento sulle Costituzioni dell'Assia e della Renania-Palatinato presso la Cancelleria di Stato dell'Assia a Wiesbaden. Ha preso possesso canonico della diocesi il 20 gennaio 2008 alla presenza dell'arcivescovo metropolita Joachim Meisner. Nel 2008 è diventato membro della commissione pastorale e della commissione per la Chiesa mondiale della Conferenza episcopale tedesca. È anche membro onorario della confraternita studentesca dell'Università di Bonn "KStV Arminia Bonn" dal 2010 e della KDSt.V. Greiffenstein di Francoforte sul Meno dal 2013.

#### Riforma strutturale della diocesi
Monsignor Tebartz-van Elst nel 2009 ha ridato slancio a una riforma strutturale della diocesi iniziata già nel 1999. Diverse comunità locali sono state fuse in unità pastorali. I sacerdoti lavorano a tempo pieno con funzionari pastorali e affiancati da volontari per centralizzare e gestire più parrocchie per compensare la carenza di sacerdoti e l'aumento dei costi di manutenzione e amministrativi delle singole parrocchie. In primo luogo, il vescovo ha visitato come richiesto tutte le parrocchie della sua diocesi. Per rendere il processo meno traumatico, la conformazione delle nuove unità sono state proposte e valutate da diversi uffici. La decisione finale era però del vescovo. Al momento del suo insediamento la diocesi di Limburgo era suddivisa in 84 parrocchie. Il progetto era di accorparle in 45 unità entro il 2019. Le prime due nuove unità sono state istituite il 1º gennaio 2012 e il 1º gennaio 2014. Alla fine dell'episcopato di monsignor Tebartz-van Elst erano operanti 14 nuove unità. La maggior parte delle precedenti chiese locali rimangono attive come "rami" di una chiesa parrocchiale centrale per il culto locale, i battesimi e i sacramenti, ma la loro amministrazione era centralizzata in un unico ufficio parrocchiale.
Il 25 marzo 2012 una trentina di sacerdoti, tra cui Johannes zu Eltz e il presidente del consiglio presbiterale Reinhold Kalteier (in seguito definito "cerchio Hofheim") ha scritto una lettera a monsignor Tebartz-van Elst sul tema "Il dialogo nella diocesi di Limburgo". Essi hanno scritto di aver "sempre più temuto il vescovo e l'amministrazione diocesana". L'ortodossia sembrava infatti avere la precedenza sullo sforzo pastorale più moderno, spesso distante, ma aperto alla fede cristiana. Hanno accusato il vescovo di aver ostacolato l'impegno da parte di tutti i credenti con decisioni opache. Secondo loro la riforma strutturale della diocesi ha fatto precipitare molti parroci in una crisi. Essi sono sempre più apparsi come dipendenti pubblici e con poco tempo da dedicare alla pastorale diretta. Ciò ha prodotto, secondo gli scriventi, "rassegnazione crescente, segni di stanchezza, malattie crescenti e tendenze al ritiro". Nelle liturgie puramente eucaristiche c'era il pericolo che il sacerdote venisse vissuto come un liturgista, appena come una persona, e quindi non potesse raggiungere più la gente con la spiritualità personale. I dipendenti della Caritas di Limburgo hanno dichiarato di avere l'impressione di scontrarsi con scetticismo e sospetti invece che con riconoscimento. Qui un chiaro segnale dal vescovo, il suo interesse per l'ascolto e il suo apprezzamento sono stati definiti necessari. I firmatari hanno anche chiesto un'udienza. Il portavoce del vescovo ha contraddetto queste accuse.
Nel settembre del 2012, ha aperto presso il seminario vescovile di Limburgo, il Bischof-Blum-Kolleg, un'istituzione dedicata alla formazione di laici e personale professionale per compensare la carenza di sacerdoti. È intitolato a monsignor Peter Joseph Blum, vescovo di Limburgo dal 1842 al 1884.

#### Decisioni e stile di leadership
Poco dopo il suo insediamento, monsignor Tebartz-van Elst ha sostituito il suo capo ufficio stampa e il tribunale diocesano ha presentato alla Santa Sede alcuni stretti collaboratori per ricevere titoli onorifici. Ciò ha causato le proteste di 245 sacerdoti. Nel giugno del 2009 è iniziata a circolare una lettera intitolata "Grido di pastori nella diocesi". Questa lettera ha accusato l'ordinario di "riti narcisistici, parole vuote e arroganza clericale". Per sacerdoti come Hubertus Janssen e Albert Drexelmann, monsignor Tebartz-van Elst perseguiva "un autoritario e fisso stile religioso della Chiesa di Roma", che mirava a rimuovere le idee del Concilio Vaticano II e facevano ripiombare la Chiesa ai tempi del kulturkampf e dell'antimodernismo risalenti agli anni 1860. La lettera, sostenuta da undici sacerdoti e dall'iniziativa We Are Church, ha anche criticato la riforma strutturale della diocesi. Secondo la diocesi, il vescovo non avrebbe risposto alle accuse perché non era una lettera diretta ma una lettera pubblica.
In data 29 giugno 2012 Patrick Dehm, direttore di lunga data della "Casa di incontro" di Francoforte è stato sollevato dall'incarico probabilmente perché aveva accusato il vescovo di voler vendere la casa e aveva minacciato di rendere pubblica questa decisione. Come motivo di licenziamento, l'opera di Dehm è stata accusata di essere distante dalla Chiesa e non religiosa. Il 14 agosto ha annunciato che la diocesi lo aveva accusato di una presunta appropriazione indebita. Entrambe le volte non è stato ascoltato prima che gli venissero mosse tali accuse.
Il tribunale del lavoro di Francoforte sul Meno ha respinto la prima motivazione del licenziamento ritenendola infondata. Dehm ha respinto l'offerta della diocesi di continuare a lavorare come consulente o insegnante di religione con metà dello stipendio e un'offerta di risarcimento. In questo processo, è poi emerso un possibile conflitto di interessi: l'unico testimone a sfavore di Dehm era l'agente immobiliare Martina Lucas-Klein, moglie di Theodor Michael Lucas, che aveva curato insieme al vicario generale Franz Josef Kaspar le finanze della sede episcopale di Limburgo.. L'associazione "Iniziativa per una Chiesa dal basso" ha definito le accuse nei confronti di Dehm come un tentativo di sbarazzarsi di profili di livello nazionali e di rispettati dipendenti "per ragioni politiche e per forzare un'inversione nella direzione di un tradizionalismo romano ignorando le tradizioni e le strutture pastorali cresciute". Il Tribunale del lavoro ha annullato il licenziamento di Dehm in quanto illegale e gli ha concesso un'elevata indennità di licenziamento. È rimasto in aspettativa fino alla scadenza del termine, il 31 marzo 2013. Il suo posto è rimasto a lungo vacante, sebbene la diocesi avesse sottolineato la grande importanza della "Casa d'incontro" per i giovani della città di Francoforte sul Meno. Le richiesta di ristabilire e cercare un dialogo con Dehm contenute in due lettere inviate da oltre seicento cattolici sono rimaste senza risposta.
Nel luglio del 2013 padre Johannes zu Eltz ha scritto a monsignor Tebartz-van Elst che doveva provare a guidare per sette anni la "parrocchia più povera della diocesi senza privilegi episcopali come uno di noi, come pastore". Da allora in poi, come vescovo, avrebbe ricevuto tutta l'approvazione e l'obbedienza desiderate. Egli ha anche dichiarato all'Heute-Journal che il vescovo non "poteva affrontare la crisi di fiducia nella diocesi e avrebbe dovuto fare uno sforzo molto forte per riconquistare la fiducia". Ha anche definito le dimissioni volontarie di papa Benedetto XVI come "azione esemplare in una crisi". L'Hofheimer Kreis
ha suggerito a monsignor Tebartz-van Elst di istituire una commissione che avrebbe ripristinato la fiducia nella diocesi. Monsignor Tebartz-van Elst ha respinto le dichiarazioni del decano della città di Francoforte sul Meno che aveva definito la sua città decadente nel Frankfurter Allgemeine Zeitung. Il vescovo ha definito queste dichiarazioni false e ha chiesto una "rettifica" al giornale. Eltz ha preso queste affermazioni come una lamentela acuta e richiesta di dimissioni e ha chiesto di inoltrarle alle comunità per iscritto. Questo ha respinto Kaspar. Monsignor Tebartz-van Elst ha detto che non aveva chiesto le sue dimissioni, ma solo in termini generali aveva affermato che se qualcuno viola pubblicamente la lealtà al vescovo non avrebbe potuto continuare a esercitare il suo ufficio. Di conseguenza, i preti del decanato di Francoforte sul Meno si sono schierati con padre Eltz. Numerosi sacerdoti hanno criticato il vescovo applaudendo in pubblico durante i sermoni di padre Eltz. Il consiglio presbiterale ha sollecitato "un'offensiva completa di informazioni e trasparenza", l'assunzione di responsabilità per gli errori sulle informazioni sui costi del volo in India e sull'aaprovazione e acquisizione da parte sua di progetti molto onerosi.
Il 25 agosto 2013 Christoph Binder, presidente dell'"Associazione dei cattolici della città di Francoforte", ha scritto una lettera aperta a monsignor Tebartz-van Elst. Secondo lui l'"Hofheimer Kreis" aveva giustamente avvertito che il futuro della diocesi era "altamente in pericolo". La dirigenza doveva quindi "intraprendere immediatamente una strada diversa" se voleva la Chiesa cattolica "avesse la desiderata rappresentazione plausibile e credibile". Fino alla sua consegna, avvenuta il 6 settembre 2013, 4400 cattolici della diocesi hanno firmato la lettera. L'"Associazione dei giovani cattolici tedeschi" della diocesi di Limburgo ha unito le sue richieste alla lettera aperta.
Il 27 agosto 2013 il capitolo della cattedrale ha discusso della situazione nella diocesi. Secondo Barbara Wieland, membro del comitato esecutivo dell'Assemblea diocesana, altri hanno contribuito alla crisi di fiducia nella diocesi trasmettendo informazioni riservate. Monsignor Tebartz-van Elst si è però detto convinto che "molto probabilmente ciò non è vero". Il Forum dei cattolici tedeschi ha chiesto sostegno contro una "campagna più severa" che fosse in realtà diretta contro il suo "atteggiamento teologico fedele alla chiesa".
Il 28 agosto 2013 monsignor Tebartz-van Elst ha avuto un colloquio con il cardinale Marc Ouellet, prefetto della Congregazione per i vescovi. Secondo la diocesi il motivo dell'incontro era volto a ottenere "il maggior sostegno e la solidarietà nella situazione attuale". Il 30 agosto ha chiesto alla Santa Sede una visita apostolica. Il 31 agosto ha pubblicato una lettera pastorale in cui ha riconosciuto i suoi errori e ha sollecitato la fiducia dei suoi critici e fedeli. Il 3 settembre la Congregazione per i vescovi ha dichiarato di aver negato la visita apostolica ma che a causa dei grandi contrasti tra vescovo e parte della diocesi e delle minacce all'integrità fisica di monsignor Tebartz-van Elst, papa Francesco aveva deciso di inviare il cardinale Giovanni Lajolo in visita apostolica.

#### Spese di volo e procedimenti penali
Nel gennaio del 2012 monsignor Tebartz-van Elst e il vicario generale monsignor Franz Josef Kaspar si sono recati a Bangalore per visitare alcuni progetti sociali. Ad aprile, la rivista Der Spiegel ha chiesto alla diocesi se i voli fossero di prima classe, quanto fossero costosi e chi li avesse pagati. Il 5 aprile la diocesi ha risposto che il viaggio era stato prenotato come al solito in Business Class. Solo questa volta, entrambi i viaggiatori avevano però aggiornato i loro biglietti con miglia bonus raccolti privatamente.
L'11 agosto del 2012 alla richiesta di Peter Wensierski, giornalista del Der Spiegel: "Ma ha volato in prima classe?" il vescovo ha risposto: "Abbiamo volato in business class". Il 15 agosto, gli avvocati della diocesi hanno diffidato Wensierski dall'affermare che il vescovo era "volato in India in prima classe". Che questo non è vero, Wensierski lo sapeva già dalla lettera della diocesi del 5 aprile. Dopo un'ulteriore richiesta, tuttavia, il 16 agosto la diocesi ha confermato che i voli prenotati in business class erano stati aggiornati alla prima classe grazie a un pagamento addizionale eseguito da monsignor Franz Josef Kaspar.
Il 22 agosto 2012 Wensierski ha riferito della sua conversazione con il vescovo dell'11 agosto circa il suo volo di ritorno in prima classe e la possibilità di dormire in business class. Il 1 ° settembre monsignor Tebartz-van Elst ha detto di aver accettato l'aggiornamento del biglietto per dormire durante il volo. Ha anche dichiarato di non aver bisogno di lussi e che non lo avrebbe fatto più. La diocesi ha richiesto un'ingiunzione contro Der Spiegel, e il 7 settembre 2012 monsignor Tebartz-
van Elst ha affermato sotto giuramento di non essere volato in India con un biglietto di prima classe aerea. Dopo che Der Spiegel ha pubblicato una registrazione video del dialogo tra vescovo e giornalista, la diocesi ha ritirato l'ingiunzione.
Il 25 settembre 2013 la Procura di Amburgo ha chiesto un ordine di condanna contro Tebartz-van Elst per false dichiarazioni sotto giuramento. Monsignor Tebartz-Van Elst ha ammesso la sua falsa testimonianza alla corte e ha accettato di pagare un deposito in contanti di 20 000 euro. Di conseguenza, la procedura è stata definitivamente chiusa nel dicembre del 2013.

#### Centro diocesano "Sankt Nikolaus"

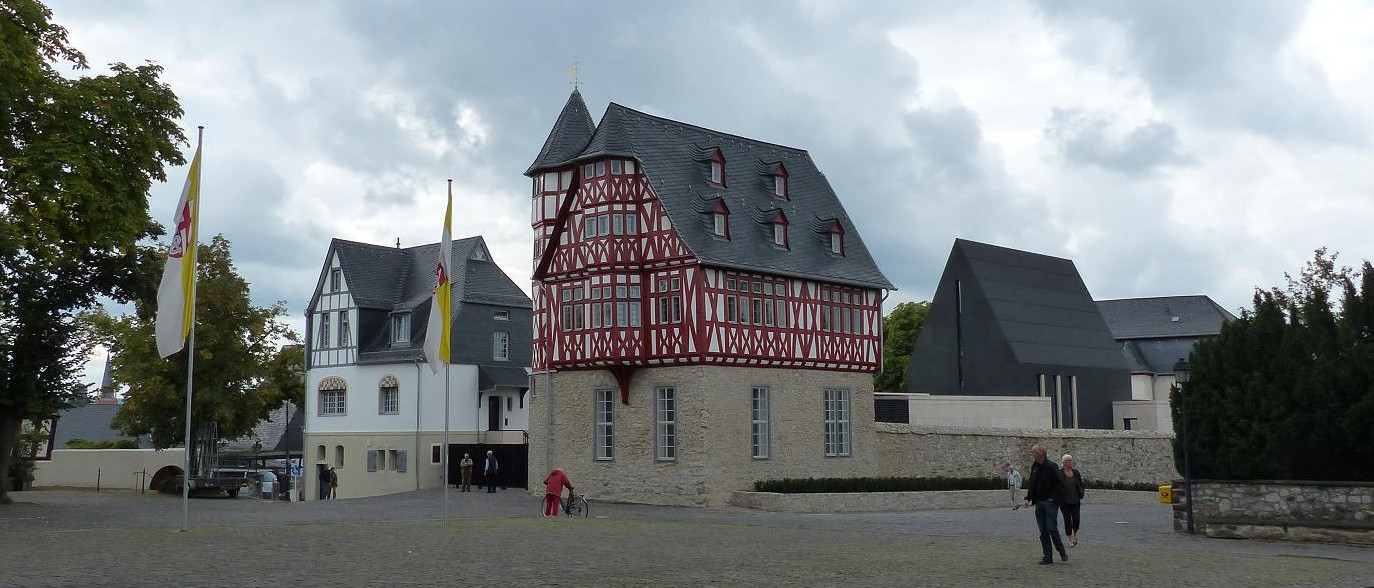
Centro diocesano "Sankt Nikolaus".

Nel 2004 il capitolo della cattedrale aveva avviato la costruzione della nuova casa episcopale sul terreno dell'antico vicariato di fronte al duomo di Limburgo. Monsignor Tebartz-van Elst ha iniziato a occuparsi del progetto nel dicembre del 2007. Mentre la sede episcopale era vacante, ovvero fino a gennaio del 2008, il capitolo della cattedrale non ha potuto prendere decisioni legali. Dopo l'ingresso in diocesi di monsignor Tebartz-van Elst, il progetto di costruzione comportava la ristrutturazione e l'ampliamento del vecchio vicariato, dell'appartamento del sacrestano e delle mura della città, la costruzione di un appartamento vescovile e di una cappella privata, di una casa per le suore, di sale riunioni, servizi esterni e altri edifici. Nel gennaio del 2008, dopo alcune proteste, il capitolo della cattedrale ha ridotto da 7 a 1,65 milioni di euro il limite di spesa. Il 7 febbraio 2008 esso ha però rivisto la spesa a 2 milioni di euro. Lo diocesi prevedeva di utilizzare 2,5 milioni di euro provenienti dalla tassa ecclesiastica e che erano stati assegnati nel 2004 al bilancio della diocesi di Limburgo. Parte della spesa sarebbe stata coperta dalla "Sede episcopale", una fondazione fondata creata nel 1827 per il mantenimento dei vescovi di Limburgo. Dal 2008 questa fondazione dipende solamente del vescovo e del suo vicario generale, non dal capitolo della cattedrale.
Nel 2010 monsignor Tebartz-van Elst ha nominato Jochen Riebel, politico dell'Unione Cristiano-Democratica di Germania, Theodor Michael Lucas, della Josefs-Gesellschaft, e Carl-Friedrich Leuschner, revisore dei conti, in un "consiglio finanziario della sede episcopale". Il consiglio aveva responsabilità sul controllo del patrimonio, del reddito e delle spese per finanziare il progetto di costruzione. Non era tenuto a pubblicare il bilancio. Il consiglio si è riunito per la prima volta nella primavera del 2011. La diocesi è stata per questo molto criticata: secondo molti il vescovo non poteva disporre liberamente dei beni della sede episcopale.
Nell'agosto del 2012, i costi totali del Centro sono stati stimati a 5,5 milioni di euro, dei quali 200 000 per l'appartamento del vescovo, 300 000 euro per la sua cappella privata, 500 000 euro per l'area di gestione e per gli ospiti, 2 milioni per il restauro delle mura storiche e la visualizzazione di reperti archeologici e 2,5 milioni di euro per la ristrutturazione del vecchio vicariato e della Küsterhauses. Nello stesso mese i costruttori si aspettavano un aumento dei costi a oltre nove milioni di euro. La diocesi ha definito il progetto di costruzione "Centro diocesano "Sankt Nikolaus", poiché non sarebbe servito solo come residenza vescovile.
L'edificio è stato accompagnato da crescenti critiche pubbliche. Il 28 giugno 2013 l'architetto Tilman Staudt ha spiegato l'aumento dei costi con il necessario rinnovo dei vecchi edifici e delle mura, la cui portata era stata riconosciuta solo durante i lavori di costruzione. Le misure prese erano volte alla protezione del monumento e sono state eseguite in stretto coordinamento con l'Ufficio di Stato per la conservazione dei monumenti storici dell'Assia (LfDH).
All'apertura del centro diocesano, il 29 giugno 2013, la diocesi ha annunciato un costo totale di 9,85 milioni di euro, senza spiegare questo nuovo aumento dei costi. Lo stesso giorno il Consiglio di gestione patrimoniale ha richiesto una correzione delle informazioni e il 1º luglio la diocesi ha dichiarato che i 9,85 milioni di euro includevano solo la ristrutturazione dei vecchi edifici. Il costo totale sarebbe potuto essere quindi "molto più alto". A luglio monsignor Tebartz-van Elst si è impegnato per iscritto con il capitolo della cattedrale di far esaminare la condotta finanziaria della sua diocesi nella costruzione del Centro diocesano da una commissione appositamente nominata dalla Conferenza episcopale tedesca. In una lettera pastorale del 31 agosto 2013 ha detto che "si è fatto tutto senza mezzi termini" per rispondere alla domanda sui costi. Ha anche affermato "di vedere oggi alcune decisioni sotto una luce diversa".
Viste le numerose critiche, la Santa Sede ha deciso di inviare il cardinale Giovanni Lajolo per una visita apostolica della diocesi dal 9 al 15 settembre 2013. Il 14 settembre monsignor Tebartz-van Elst, il capitolo della cattedrale e il suo decano hanno rilasciato una dichiarazione congiunta: "Egli [il cardinale Lajolo] informerà pienamente il papa delle sue varie discussioni nella diocesi di Limburgo. Il vescovo ha immediatamente determinato tutti i costi di costruzione e reso accessibile alla commissione della Conferenza episcopale tedesca i documenti. Il rapporto finale della commissione sarà pubblicato. Il vescovo usava regolarmente e in modo affidabile gli organi consultivi previsti dal diritto canonico per guidare il suo episcopato". Il capitolo della cattedrale ha dichiarato anche che "accompagnerà con cura e lealtà questa via del vescovo". Da parte sua il cardinale Lajolo ha invocato per la diocesi nuovo inizio. Monsignor Tebartz-van Elst poco prima aveva chiesto perdono e tolleranza "per ciò in cui ho deluso e ferito". Questa dichiarazione è stata interpretato come la conferma di comportamenti non appropriati. Il 23 settembre 2013 monsignor Robert Zollitsch, presidente della Conferenza episcopale tedesca, ha dichiarato che l'intera Chiesa in Germania soffriva dei rapporti sull'esplosione dei costi del Centro diocesano "Sankt Nikolaus".
Il 7 ottobre 2013 il Consiglio di amministrazione ha annunciato che il costo totale del complesso era stato era di almeno 31 milioni di euro secondo una "contabilità dei costi interni". Questo ennesimo aumento dei costi ha suscitato notevole disapprovazione. Il membro del consiglio Jochen Riebel l'8 ottobre 2013 ha detto che monsignor Tebartz-van Elst voleva proibire la divulgazione dei costi totali sottoposti al Consiglio, nonostante i numerosi solleciti. Ha affermato che nemmeno i bilanci del 2012 e del 2013 erano veritieri. Contrariamente agli statuti della sede episcopale, i singoli progetti di costruzione non sono stati approvati ad eccezione di un finanziamento iniziale tra i 600 000 e gli 800 000 euro. Jochen Riebel ha affermato anche che monsignor Tebartz-van Elst era "o un furfante intelligente o malato". Ha anche dichiarato che se il vescovo era un "uomo d'onore" avrebbe dovuto dimettersi. L'11 ottobre 2013 Riebel ha aggiunto che la commissione finanze aveva provvisoriamente approvato quasi 16 milioni di euro come "finanziamento ponte" e quindi aveva avuto una conoscenza approssimativa dell'aumento dei costi. L'amministrazione comunale di Limburgo inoltre si aspettava anche dei compensi per i danni causati dai lavori di costruzione agli edifici vicini. Pertanto, era previsto un ulteriore aumento dei costi totali fino a 40 milioni di euro.
Il consiglio presbiterale, l'"Hofheimer Kreis", l'iniziativa "Wir sind Kirche" e altri cattolici di Limburgo hanno chiesto le dimissioni di monsignor Tebartz-van Elst. La diocesi quindi ha affermato che il vescovo ormai era responsabile solamente della direzione spirituale della diocesi e non della gestione delle sue finanze. L'8 ottobre
2013 il praesidium della diocesi di Limburgo e il consiglio pastorale diocesano hanno congiuntamente accusato il vescovo di un "terrificante trattamento della verità" e di "deliberata falsificazione" delle sue informazioni sull'episcopato. Hanno anche accusato monsignor Tebartz-van Elst di "sostenere la missione di proclamazione ecclesiastica nel modo in modo tremendo". Hanno quindi chiesto al papa una decisione utile. Il giorno successivo Thomas Schüller, avvocato della diocesi di Münster,ha chiesto al papa di sollevare monsignor Tebartz-van Elst dall'incarico. Anche il Consiglio di amministrazione della Sede episcopale si è dimesso perché per anni aveva trattenuto i bilanci e quindi non aveva adempiuto al suo ruolo di controllo.
Il 10 ottobre 2013 monsignor Tebartz-van Elst ha giustificato parte dei costi di costruzione al giornale Bild. L'Ufficio di Stato per la conservazione dei monumenti storici dell'Assia aveva negato questo l'8 ottobre. L'architetto consulente Stephan Dreier ha definito questa giustificazione una "bugia coraggiosa". Solo la costruzione a graticcio del vecchio vicariato che era stata rinnovata dopo la conservazione era infatti costata al massimo 400 000 euro. Molto più onerosi sono stati i lavori di espansione dell'attico, abbassamento del piano terra e il lavoro sotto le fondamenta, opere avvenute contrariamente alle sue raccomandazioni.
Jochen Riebel ha imputato al cambiamento strutturale e alle ulteriori richieste del vescovo l'aumento dei costi. Ha anche citato alcuni lavori e il loro costo: carpenteria per l'appartamento vescovile (350 000 euro), bagno indipendente (15 000 euro), beni artistici (450 000 euro), finestra della cappella (100 000 euro), cavo per la corona d'Avvento (50 000 euro) e un tavolo nella sala conferenze (25 000 euro). Le modifiche e gli extra si sono aggiunti alle spese per la residenza episcopale per un importo di 3 milioni di euro. Inoltre, un secondo appartamento sotterraneo di 130 m² è stato ricavato dalla roccia. Questo aveva stanze senza finestre e seminterrate. Nessuno ha deciso e approvato le modifiche dell'edificio. Secondo lui l'intero complesso sarebbe costato almeno 20 milioni di euro, corrispondenti a 10 000 euro al metro quadro. Il 12 ottobre 2013, dopo la pubblicazione dei documenti, dei relativi piani di costruzione e dei costi dei singoli progetti di costruzione, è emerso che monsignor Tebartz-van Elst aveva fatto modificare i progetti e le strutture. Ciò ha causato aumenti dei costi "esorbitanti". Si dice che l'intero progetto di costruzione sia costato alla diocesi un terzo delle sue attività.
Secondo i media, un costo totale di 17 milioni di euro era stato presentato al nuovo ufficio per la gestione economica nell'estate del 2011. La somma era divisa in dieci progetti individuali di meno di cinque milioni di euro ciascuno, in modo che nessuno di loro dovesse essere segnalato alla Santa Sede. Un anno dopo, il consiglio per la gestione economica ha approvato un finanziamento intermedio di 15,7 milioni di euro. Il prestito è stato contratto con la Deutsche Bank e ha portato per la prima volta ad un conflitto tra il vescovo e il consiglio stesso. Monsignor Tebartz-van Elst aveva infatti chiesto, contrariamente alla raccomandazione del consiglio, che i costi non dovessero mai diventare pubblici. La contabilità era stata infatti esternalizzata alla società di revisione KPMG di Colonia, in modo che solo il capomastro e l'architetto avrebbero visto le bollette e le ricevute. Secondo Der Spiegel, KPMG aveva ricevuto l'incarico della gestione commerciale del progetto nel 2009 e aveva poi inviato un preventivo di spesa approssimativo di 17 milioni di euro al vescovo e al vicario generale Franz Josef Kaspar. Nel 2011 l'azienda aveva informato il vescovo del suo calcolo più accurato a 27 milioni di euro. Il 2 ottobre 2013 Staudt disse a Jochen Riebel che lui [Staudt] aveva sempre mentito al consiglio per la gestione economica secondo istruzioni del vescovo. L'architetto Michael Frielinghaus il 14 ottobre ha dichiarato che i costi di costruzione di 5,5 milioni di euro menzionati dalla Sede episcopale nel 2010 erano ben al di sotto della somma nota a tutti i pianificatori coinvolti nel progetto. Ha anche affermato che il vescovo conosceva i costi effettivi sin dall'inizio e la sua altezza approssimativa non era mai stata messa discussione. Secondo lui "quindi non c'è stata un'esplosione di costi. La costruzione è andata secondo i piani, non ci sono state sorprese".
Il 14 ottobre 2011, è stato pubblicato lo statuto della Sede episcopale di Limburgo, adottato dal vescovo il 1º aprile precedente. In esso si affermava che il vescovo avrebbe dovuto presentare il bilancio al consiglio per la gestione economica ogni anno finanziario. Secondo Riebel, ciò non è stato fatto nel 2012 e nel 2013. Il consiglio avrebbe dovuto venire a conoscenza del bilancio annuale, dei profitti e delle perdite. Questo era però stato fatto solo nel 2011. Il consiglio ha anche dovuto approvare l'acquisto e la vendita di beni immobili da parte della sede episcopale. Non è chiaro se il Centro diocesano sia stato finanziato con tali transazioni e se il consiglio fosse in una posizione correlata. Deckers ha dichiarato che vescovo e il vicario generale erano colpevoli di una quota significativa dei costi di costruzione correnti aggirando illegalmente il consiglio e senza la preventiva approvazione dei costi. Il consiglio da parte sua, secondo lo statuto, avrebbe dovuto insistere sulla presentazione dei bilanci. Altrimenti, avrebbe potuto rivolgersi alla Santa Sede o alla Congregazione per il clero. Qualsiasi membro del consiglio avrebbe anche potuto lasciare in ogni momento l'incarico. Nel 2011 la Sede episcopale ha venduto appartamenti per 6,8 milioni di euro alla diocesi. L'importo era molto al di sotto del suo valore, secondo quanto riportato dalla stampa. Pertanto, l'ufficio del pubblico ministero di Limburgo sulla Lahn ha fatto un esposto anche contro il vicario generale Franz Josef Kaspar. Questi era infatti considerato la forza trainante del progetto di costruzione.
Secondo i verbali del procedimento pubblicato da kath.net il 17 ottobre del 2013 il consiglio di amministrazione aveva "fissato" i costi di costruzione per il 2011 a 17 milioni di euro il 1º luglio di quell'anno. Il 28 agosto del 2013 è stato registrato un "disaccordo aperto" sull'importo del "finanziamento intermedio" della costruzione autorizzato dal consiglio nelle riunioni precedenti. Secondo Franz Josef Kaspar monsignor Jean-Claude Périsset, allora nunzio apostolico in Germania, era stato informati dei dieci singoli progetti prima dell'inizio della costruzione e aveva "esplicitamente concordato" i lavori anche dopo una visita successiva sul sito. Il protocollo è stato firmato da monsignor Franz Josef Kaspar e da monsignor Tebartz-van Elst ma non dai tre membri del Consiglio.
Il nunzio non era però responsabile dell'approvazione per conto della Santa Sede del progetto di costruzione. Questo avrebbe dovuto essere fatto per iscritto. La diocesi e nemmeno le inchieste della stampa l'hanno mai pubblicato. Secondo l'azienda di revisione il progetto di costruzione non era mai stato suddiviso in singoli progetti. Molti avvocati hanno definito la suddivisione in dieci progetti di costruzione come una frode alla legge. L'accordo retrospettivo del consiglio per la gestione economica non ha abrogato le violazioni dello statuto della Sede episcopale. A causa della mancanza di bilanci dettagliati, la maggior parte dei fondi utilizzati per la costruzione sono stati spesi in modo illegale.

#### Provvedimenti del papa
Il 17 ottobre 2013 monsignor Robert Zollitsch ha informato il papa circa la situazione della diocesi di Limburgo. La commissione d'esame nominata dalla Conferenza episcopale tedesca ha iniziato i suoi lavori il 18 ottobre sotto la direzione di monsignor Manfred Grothe. Gli altri membri erano Lorenz Wolf, Michael Himmelsbach (capo del dipartimento finanziario dell'arcidiocesi di Friburgo in Brisgovia), Michael Duus (esperto di costruzione presso l'ufficio di gestione dei progetti di WSP Group a Düsseldorf) e Josef Gronemann (revisori dei conti di Colonia).
Il 21 ottobre monsignor Tebartz-van Elst è stato ricevuto da papa Francesco in udienza privata. Egli si sarebbe scusato con il papa per i suoi errori personali. Il 23 ottobre la Santa Sede ha comunicato che monsignor Tebartz-van Elst non poteva continuare il suo ministero episcopale. Fino a quando i risultati della Commissione d'esame non fossero stati presenti, la Santa Sede gli avrebbe concesso un tempo fuori dalla diocesi. È stato quindi chiesto a padre Wolfgang Rösch, il nuovo vicario generale nominato da monsignor Tebartz-van Elst e che avrebbe dovuto iniziare il suo mandato il 1º gennaio 2014, prendere immediatamente possesso del suo ufficio. A partire dal 30 ottobre 2013 monsignor Tebartz-van Elst ha risieduto nell'abbazia di Metten.
Come risultato del caso della diocesi di Limburgo, i media tedeschi dall'ottobre del 2013 hanno cominciato a chiedere più trasparenza nella gestione finanziaria delle diocesi tedesche. Alcune di esse hanno pubblicato i loro bilanci o hanno annunciato che lo avrebbero fatto in futuro. Un significativo aumento degli allontanamenti dei fedeli in Germania è stato indicato come "effetto Tebartz" perché molti hanno giustificato il loro ritiro con lo scandalo sul vescovo. Nel dicembre del 2013 sono state attribuite al vicario generale Roesch tutte le responsabilità finanziarie della Sede episcopale e dell'amministrazione della diocesi. In seguito ha affermato che la diocesi di Limburgo vuole "rendere i beni, ma anche la gestione completamente trasparente".
Il 3 marzo 2014 monsignor Zollitsch ha consegnato la relazione della commissione esaminatrice alla Santa Sede. Il 26 dello stesso mese la Sala stampa della Santa Sede ha comunicato che papa Francesco aveva accettato le dimissioni di monsignor Tebartz-van Elst rassegnate il 20 ottobre precedente a causa della situazione della diocesi che impedisce un proficuo esercizio dell'ufficio episcopale. Ha anche comunicato che a tempo debito monsignor Tebartz-van Elst avrebbe ricevuto un nuovo incaricato. Lo stesso giorno monsignor Manfred Grothe è stato nominato amministratore apostolico della diocesi di Limburgo.
Lo stesso giorno la Conferenza episcopale tedesca ha pubblicato la relazione finale della commissione esaminatrice e ne ha sintetizzato i risultati: in sei riunioni essa aveva identificato alcune violazioni della legge sulla proprietà. Monsignor Tebartz-van Elst ha spesso omesso di presentare "transazioni legali almeno per la consultazione" al consiglio per la gestione economica. Anche quest'organo però era venuto meno ai suoi obblighi. Il costo totale di circa 31,5 milioni di euro era dovuto principalmente ai desideri e agli ordini del vescovo. Egli non si era preso cura dei dettagli del finanziamento e aveva deliberatamente evitato le questioni sorte. In qualsiasi momento lui e altri due collaboratori erano a conoscenza degli aumenti dei costi. Su sua richiesta inoltre, fino al 28 giugno 2013, sono state pubblicate cifre errate. Monsignor Tebartz-van Elst non aveva inoltre informato correttamente il cardinale Giovanni Lajolo. Aveva infatti appreso il costo totale dei lavori al più tardi il 13 settembre 2013.
Monsignor Tebartz-van Elst aveva dichiarato: "Non conoscevo l'intero importo fino al giorno dopo la conversazione con il cardinale Lajolo, avvenuta il 20 settembre 2013. Il vicario generale Franz Josef Kaspar era secondo lui il responsabile della mancanza di rispetto dei diritti del consiglio della gestione economica. Ha affermato anche di aver nominato Franz Josef Kaspar su consiglio del suo predecessore Franz Kamphaus. Monsignor Kaspar aveva già ricoperto in diocesi incarichi finanziari, tra cui quello di economo diocesano. Ha anche dichiarato che monsignor Kaspar, grazie alle sue conoscenze personali di design aveva scelto un design architettonico diverso e aveva ordinato gli arredi senza consultarlo. L'obbligo di discrezione esisteva anche prima del 2008. A causa delle indiscrezioni di quel tempo, era stata, secondo lui presa una "via di non trasparenza". I costi totali erano costi aggiuntivi. Aveva comunicato i dettagli a lui noti alla Congregazione per i vescovi. Ha dichiarato che non essendo un esperto di finanza o di costruzioni aveva solo una responsabilità limitata ma fin dall'inizio aveva prestato attenzione alla qualità e alla sostenibilità del progetto. I media tedeschi hanno criticato questo intervento affermando che il vescovo stava cercando di incolpare altre persone.
Il 28 marzo 2014 papa Francesco ha avuto una conversazione di 15 minuti con monsignor Tebartz-van Elst. Dopo questo ha dichiarato che nella sua amministrazione a Limburgo l'impressione che si era creata è che avesse perseguito principalmente i propri obiettivi e interessi. Ora si rendeva conto degli errori commessi e di aver eroso la fiducia nei suoi confronti anche se mai intenzionalmente. Ha chiesto a tutti gli interessati di perdonarlo e ha dichiarato di aver visto nella decisione del papa la possibilità di un nuovo inizio per la diocesi di Limburgo e per se stesso. Ha chiesto che la pubblicazione della relazione della commissione non fosse considerato l'inizio di una nuova controversia. In questa dichiarazione non ha però citato errori concreti. Il cardinale Karl Lehmann ha dichiarato di essere rammaricato dal fatto che monsignor Tebartz-van Elst, prima o dopo la decisione del papa, non abbia citato errori concreti di cui si è pentito. Una "devastante eco mediatica" non è quindi sorprendente. Nella sua dichiarazione ha definito inoltre "particolarmente disgustoso" il peso dell'ex vicario generale Kaspar.

#### Dopo la rinuncia
L'ufficio del pubblico ministero di Limburgo ha indagato sulle accuse di infedeltà nei confronti di monsignor Tebartz-van Elst dall'ottobre del 2013 su diversi fronti. Nell'ordinamento tedesco per infedeltà si intende un crimine contro la proprietà che commette chi danneggia gli altri nella loro proprietà utilizzando una speciale relazione di fiducia. La magistratura ha pensato di utilizzare la relazione della commissione pubblicata nel marzo del 2014 per avviare un'indagine formale per abuso di fiducia contro monsignor Tebartz-van Elst e altri suoi collaboratori. Il pubblico ministero tuttavia ha interrotto l'inchiesta nel luglio 2014 in quanto vi aveva ritrovato solo violazioni del diritto canonico di cui la sola Chiesa era responsabile. L'avvocato Frauke Rostalski, dell'Università di Marburgo, ha descritto questa decisione in un documento di ricerca pubblicato nel luglio 2015 come una "grave mancanza" e "perversione della giustizia" perché violava i principi fondamentali dello Stato di diritto ed era in contrasto con la giurisprudenza precedente della Corte Federale. Il reato di infedeltà non può essere trattato come "materia interna alla Chiesa" nel caso di società di diritto pubblico sulla base dell'articolo 140. Questo è vero per gli avvocati costituzionali come Udo Di Fabio. Un nuovo processo sarà sottoposto a revisione giudiziaria.
Nel mese di maggio del 2014 l'amministratore apostolico Manfred Grothe e il suo collaboratore principale Wolfgang Rösch hanno annunciato che monsignor Tebartz-van Elst avrebbe mantenuto il 71 % del suo ultimo stipendio di grado B8. Hanno però criticato il fatto che monsignor Tebartz-van Elst continuasse a vivere nella diocesi di Limburgo e hanno detto di aver consultato la Santa Sede per chiedere i danni all'ex vescovo. Monsignor Grothe ha chiesto ripetutamente il consiglio e la collaborazione della Santa Sede. Il 9 settembre 2015 la diocesi ha informato che a seguito dell'esame di qualsiasi ricorso possibile contro il vescovo emerito, la Congregazione per i vescovi di concerto con la Segreteria di Stato della Santa Sede aveva definito non appropriata ogni rivalsa contro monsignor Tebartz-van Elst e l'apertura di una corrispondente procedura canonica.

#### Carriera nella Curia romana
Il 5 dicembre 2014 papa Francesco lo ha nominato delegato per la catechesi del Pontificio consiglio per la promozione della nuova evangelizzazione
Il 5 giugno 2022, con l'entrata in vigore della costituzione apostolica Praedicate evangelium, il Pontificio consiglio per la promozione della nuova evangelizzazione confluisce nel Dicastero per l'evangelizzazione; contestualmente diventa delegato per la catechesi nel nuovo dicastero.

## Opinioni

### Matrimonio e famiglia
Nell'agosto del 2008 padre Peter Kollas ha benedetto con un pastore protestante una coppia dello stesso sesso nella cattedrale di Wetzlar. Monsignor Tebartz-van Elst ha quindi rimosso padre Kollas dall'ufficio di decano locale perché aveva violato la dottrina cattolica romana che considera l'omosessualità "una condotta disordinata". Il rapporto di fiducia con padre Kollas si era secondo lui eroso. Il motivo principale della rimozione di padre Kollas era di aver dato la falsa impressione che per la Chiesa cattolica le unioni omosessuali equivalgano al matrimonio. Una dichiarazione della Santa Sede del maggio 2010 aveva già ribadito che: "Non vi è alcuna base per un'analogia tra i rapporti omosessuali e il piano di Dio sul matrimonio e sulla famiglia", in modo che tutti i cattolici debbano resistere all'uguaglianza di entrambe le forme di vita e cercare "forme adeguate di assistenza pastorale" per le coppie omosessuali. Padre Kollas è rimasto e rimane un prete, ma la sua rimozione dall'ufficio di decano ha sollevato molte critiche. Kollas era in disaccordo con questo fondamento logico: "Non si trattava del sacramento del matrimonio, ma del fatto che un prete non può rifiutare a due persone una parola di amore e misericordia di Dio per la loro vita comune quando richiesta".
Il 19 agosto 2010 monsignor Tebartz-van Elst ha ribadito il divieto per i vescovi cattolici tedeschi, in vigore dal 2006, di cooperare con l'associazione di consulenza per le gravidanze "Donum vitae". I suoi certificati di consulenza avrebbero infatti contribuito a garantire che "l'uccisione della vita non nata fosse legalmente coperta". Ciò contraddice il "sì incondizionato alla vita" della dottrina cattolica. Il suo predecessore, monsignor Franz Kamphaus, nel 1999 aveva respinto le direttive di papa Giovanni Paolo II sulla presenza cattolica nei consultori pubblici anche se le ha adottate successivamente, nel 2002. Nel 1995 infatti, da quando in Germania era passata una legge in materia di aborto che cercava di contemperare il permissivismo estremo dell'ex Germania Est con le maglie più strette dell'ex Germania Ovest. L'aborto rimase in linea di principio illegale, ma depenalizzato se compiuto nelle prime dodici settimane di gravidanza e se la donna incinta avesse presentato un "certificato di consulenza" rilasciato da un consultorio familiare autorizzato dallo Stato. La pietra dello scandalo, per il papa, era proprio qui. Perché tra i consultori autorizzati a dare il via libera all'aborto c'erano anche quelli della Chiesa: 265 su un totale di 1685. Quasi tutti i vescovi tedeschi però difesero sempre la loro presenza nei consultori pubblici. Fecero notare che dai consultori della Chiesa passavano anche molte donne non cattoliche e non praticanti. Una su quattro, in media, veniva persuasa a portare a termine la gravidanza. "E le altre? Quelle che poi vanno ad abortire? Dare loro il certificato è come dare loro la licenza d'uccidere", obiettarono gli avversari. Di questi, il capofila più autorevole fu proprio monsignor Johannes Dyba. Fin dal 1995 tirò fuori dalle strutture pubbliche i consultori della sua diocesi. E subito si capì che il papa era con lui. In quello stesso 1995, papa Giovanni Paolo II scrisse infatti nell'enciclica Evangelium Vitae che la Chiesa non deve farsi coinvolgere in alcun modo, nemmeno indiretto, in procedure che convalidino aborti. Dopo diversi mesi di discussione all'interno della Conferenza episcopale e con la Santa Sede, il papa concesse che i consultori della Chiesa potessero continuare a operare dentro le strutture pubbliche. Ma, quanto al certificato, esigette perentorio che da allora vi fosse aggiunta in calce la seguente frase: "Questo certificato non può essere utilizzato per l'esecuzione depenalizzata di aborti".
Dal 2011 al 26 marzo 2014 monsignor Tebartz-van Elst è stato presidente della commissione per il matrimonio e la famiglia della Conferenza episcopale tedesca. Ha difeso la concezione cattolica del matrimonio come "unione tra uomo e donna nella responsabilità reciproca, che è aperta alla trasmissione della vita". Pertanto, la protezione speciale del matrimonio e della famiglia sancita dalla Legge fondamentale è giustificata. Questo privilegio non significa discriminazione ingiustificata contro altri piani di vita.

### Islam
Monsignor Tebartz-van Elst ha preso parte al dibattito nazionale suscitato da una dichiarazione dell'allora presidente federale Christian Wulff del 3 ottobre 2010: "L'Islam è ora incluso anche in Germania". Secondo monsignor Tebartz-van Elst, Wulff non aveva prestato molta attenzione all'"immagine cristiana dell'uomo", al matrimonio e alla famiglia, all'impegno sociale e alla protezione della vita. L'espressione "immagine cristiana" descrive, secondo lui, una realtà sociale in Germania. L'islam, d'altra parte, non ha chiarito il suo rapporto con i diritti umani universali e lo stato di diritto. I matrimoni forzati e le violenze contro gli appartenenti ad altre fedi sarebbero ancora presenti poiché giustificati da dichiarazioni del Corano. Secondo lui senza il chiarimento di queste questioni, equiparare l'Islam con l'ebraismo e il cristianesimo è fuori questione. Solo dalle sue radici cristiane l'Europa potrebbe impegnarsi in un dialogo significativo, urgente e necessario con l'islam, come affermato anche da papa Benedetto XVI.
Patrick Bahners gli ha risposto che anche la Chiesa cattolica aveva violato i diritti umani universali fino a 45 anni prima, ovvero "fino all'adozione della costituzione apostolica conciliare Gaudium et spes, l'ultimo giorno di riunione del Concilio Vaticano II". La storico della Chiesa e protestante Gerhard Besier ha definito "una distorsione storica" l'invocazione da parte di monsignor Tebartz van Elsts dell'"immagine cristiana dell'uomo". Egli ha affermato che la Chiesa cattolica romana ha spesso emesso decreti contro la libertà di fede, di parola, di insegnamento, di stampa e che fino al 1967 praticava un giuramento antimodernista. Secondo lui la Chiesa cattolica è cambiata solo a causa della coercizione esterna della democrazia. La critica all'islam veniva quindi vista come "un'offerta alla cultura della comunità di valori retorici", alimentati dai rappresentanti della Chiesa con paure irrazionali dell'"altro male" per cercare di mantenere uno speciale status speciale demograficamente sempre meno plausibile. Si operava così anche una distrazione dei reali contrasti sociali tra poveri e ricchi, spostando all'esterno le cause di una crisi ecclesiastica.

## Opere

### Autore
- Der Erwachsenenkatechumenat in den Vereinigten Staaten von Amerika: Eine Anregung für die Sakramentenpastoral in Deutschland (= Münsteraner theologische Abhandlungen. Band 28). Oros, Altenberge 1993, ISBN 3-89375-086-X (Dissertation, Universität Münster, 1993).
- Gemeinde in mobiler Gesellschaft: Kontexte – Kriterien – Konkretionen (= Studien zur Theologie und Praxis der Seelsorge. Band 38). Echter, Würzburg 1999, ISBN 3-429-02148-0 (Habilitationsschrift, Universität Münster, 1998/99).
- Gemeinden werden sich verändern: Mobilität als pastorale Herausforderung. Mit einem Beitrag von Dieter Emeis. Echter, Würzburg 2001, ISBN 3-429-02388-2.
- Handbuch der Erwachsenentaufe: Liturgie und Verkündigung im Katechumenat. Aschendorff, Münster 2002, ISBN 3-402-05384-5.
- Glaube braucht Gestalt: Ermutigung zu einer missionarischen Spiritualität. Butzon & Bercker, Kevelaer 2006, ISBN 3-7666-0808-8.
- con Stefan Böntert: Gemeinden geistlich gründen. Dialogverlag, Münster 2007, ISBN 978-3-937961-51-4.
- Wer glaubt, sieht mehr! Perspektiven und Prioritäten. Butzon & Bercker, Kevelaer 2009, ISBN 978-3-7666-0960-1.
- Inhalte brauchen Zeugen (= Positionen und Perspektiven. Band 1). Verlag des Bischöflichen Ordinariats, Limburg 2009, ISBN 978-3-921221-68-6 (enthält auch: Mission braucht Mut zum Inhalt).
- Priester – prophetische Existenz und persönliches Zeugnis (= Positionen und Perspektiven. Band 2). Verlag des Bischöflichen Ordinariats, Limburg 2010, ISBN 978-3-921221-77-8.
- Werte wahren – Gesellschaft gestalten: Plädoyer für eine Politik mit christlichem Profil. Butzon & Bercker, Kevelaer 2012, ISBN 978-3-7666-1390-5.

### Editore
- Öffne uns den Brunnen der Taufe: Die Feiern der Eingliederung in die Kirche (= Feiern mit der Bibel. Band 1). Verlag Katholisches Bibelwerk, Stuttgart 1995, ISBN 3-460-08001-9.
- Entflamme in uns die Sehnsucht nach dem Licht: Tauferinnerung in der Verkündigung des Kirchenjahres (= Feiern mit der Bibel. Band 2). Verlag Katholisches Bibelwerk, Stuttgart 1996, ISBN 3-460-08002-7.
- Katechese im Umbruch: Positionen und Perspektiven. Für Dieter Emeis. Herder, Freiburg im Breisgau 1998, ISBN 3-451-26160-X.
- Gemeinsamkeit im Wollen – Geschlossenheit im Handeln (= Positionen und Perspektiven. Nr. 3). Verlag des Bischöflichen Ordinariats, Limburg 2011, ISBN 978-3-921221-83-9.

## Genealogia episcopale e successione apostolica
La genealogia episcopale è:
- Cardinale Scipione Rebiba
- Cardinale Giulio Antonio Santori
- Cardinale Girolamo Bernerio, O.P.
- Arcivescovo Galeazzo Sanvitale
- Cardinale Ludovico Ludovisi
- Cardinale Luigi Caetani
- Cardinale Ulderico Carpegna
- Cardinale Paluzzo Paluzzi Altieri degli Albertoni
- Papa Benedetto XIII
- Papa Benedetto XIV
- Papa Clemente XIII
- Cardinale Marcantonio Colonna
- Cardinale Giacinto Sigismondo Gerdil, B.
- Cardinale Giulio Maria della Somaglia
- Cardinale Carlo Odescalchi, S.I.
- Vescovo Eugène de Mazenod, O.M.I.
- Cardinale Joseph Hippolyte Guibert, O.M.I.
- Cardinale François-Marie-Benjamin Richard de la Vergne
- Cardinale Pietro Gasparri
- Arcivescovo Cesare Orsenigo
- Cardinale Josef Frings
- Vescovo Michael Keller
- Vescovo Heinrich Tenhumberg
- Vescovo Reinhard Lettmann
- Vescovo Franz-Peter Tebartz-van Elst

La successione apostolica è:
- Vescovo Thomas Löhr (2009)

## Araldica
| Stemma | Incarico | Descrizione |
| ------ | --- | --- |
|        | Vescovo ausiliare di Münster e titolare di Giro di Tarasio                                                                      | In questo stemma, le linee d'argento simboleggiano i tre fiumi Reno, Mosa e Niers e l'acqua del battesimo. Le tre spighe dorate simboleggiano l'eucaristia. Il triangolo d'oro rappresenta l'immagine stilizzata del mantello della madonna di Kevelaer. Il triangolo oro fasciato di rosso è lo stemma della diocesi di Münster. Dietro lo scudo è vi è la croce astile e sopra il galero verde con sei nappe verdi. |
|        | Vescovo emerito di Limburgo e delegato per la catechesi del Pontificio consiglio per la promozione della nuova evangelizzazione | Questo stemma è molto simile negli elementi a quello precedente. I diversi simboli sono organizzati in quattro parti. Nel primo quarto vi è lo stemma della diocesi di Limburgo. Nel secondo vi è l'immagine stilizzata del mantello della madonna di Kevelaer. Nel terzo i tre fiumi e le spighe. Nel quarto lo stemma della diocesi di Münster.                                                                     |